# Gaslicht (1977)
Gaslicht ist ein deutscher Fernsehfilm von 1977 und eine Adaption des gleichnamigen Theaterstücks von Patrick Hamilton (Originaltitel: Gaslight).

## Handlung
Jack Manningham versucht seiner Frau Bella vorzutäuschen, sie sei geistig verwirrt. Dazu lässt er zum Beispiel Gegenstände verschwinden und redet ihr ein, sie habe sie versteckt. Eines Abends wird Bella von dem pensionierten Polizeikommissar Rough besucht. Er hält Jack für den Täter in einem seit 20 Jahren ungeklärten Raubmord, und gemeinsam mit Bella kann er Jack schließlich überführen.
Die Handlung ist nahezu identisch mit der einer früheren Verfilmung des Dramas:

## Produktion
Der Film wurde vom Südfunk Stuttgart produziert und am 23. Oktober 1977 zum ersten Mal ausgestrahlt. Auf DVD erschien er am 28. September 2009, produziert von Studio Hamburg Enterprises, in der Reihe Straßenfeger.

## Rezeption
„Es traf alles zusammen: der klassische Psychokrimi, die altmeisterliche Inszenierung Ludwig Cremers, das suggestiv getönte Szenenbild Wolfgang Wahls und, als Krönung, das faszinierende Spiel von Erika Pluhar, Josef Meinrad und Gustav Knuth. Ein seltener Glücksfall!“

„Neuinszenierung des berühmten Kriminalstücks, das seine nervenzerreißende Spannung aus der Psychologie der Personen bezieht.“